# Binaq
Binaq (albanska: Binçë med böjningsformen Binça; serbiska: Бинач, Binač) är en ort i Kosovo. Den ligger i den sydöstra delen av landet, 40 km söder om huvudstaden Priština. Binaq ligger 532 meter över havet och antalet invånare är 1 127.
Terrängen runt Binaq är kuperad åt sydost, men åt nordväst är den platt. Runt Binaq är det ganska tätbefolkat, med 104 invånare per kvadratkilometer. Närmaste större samhälle är Vitina, 2,5 km norr om Binaq. Omgivningarna runt Binaq är en mosaik av jordbruksmark och naturlig växtlighet.